# Tömegspektrometria

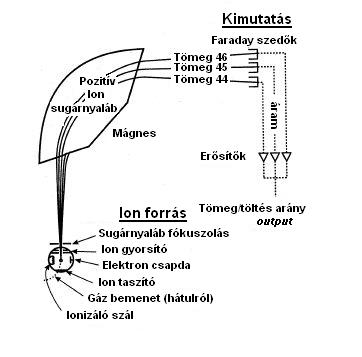
Egy tömegspektrométer elvi vázlata

A tömegspektrometria (angolul Mass Spectrometry, MS) nagyműszeres analitikai módszer töltéssel rendelkező anyagi részecskék tömegének meghatározására. Elvétve tömegspektroszkópiának is nevezik, de ez a kifejezés a modern készülékekre nézvést helytelen, mivel a mai tömegspektrométerek nem az elektromágneses sugárzás elnyelésén alapulnak. Az adott ionok elektromágneses térrel való kölcsönhatásra tömeg/töltés hányadosuk alapján szétválnak valamilyen módon. A tömegspektrometria legfőbb felhasználása tiszta szerves komponensek pontos molekulatömegének, összegképletének és a fragmentálódási folyamatok révén a vegyületek szerkezetének a meghatározására. A mérés során felveszik a tömegspektrumot, mely relatív intenzitást ábrázol a tömeg/töltés hányados függvényében. 
Más módszerekkel, például gázkromatográfiával (GC-MS), folyadékkromatográfiával (LC-MS), kapilláris elektroforézissel (CE-MS) vagy induktív csatolású plazmával (ICP-MS) kombinálható a megfelelő illesztőfelület hozzákapcsolásával. Ekkor csatolt technikákról beszélünk. Ez esetben a tömegspektrométer felfogható az előző módszerek nagy érzékenységű, széles tömegtartományú, speciális detektoraként.  
A tömegspektrométerek három részt mindenképpen kell tartalmazniuk:
- ionforrást
- (tömeg)analizátort
- detektort

A tömegspektrometriás mérések lépései:
- mintából ionok készítése
- ionok a különböző tömeg/töltés arány szerinti elválasztása
- ionok detektálása
- adatok feldolgozása

A tömegspektrometria főbb felhasználási területei:
- Ismeretlen minták meghatározása a molekulák és fragmentumaik alapján
- Izotóp-összetétel meghatározása egy vegyületben
- A fragmentálási folyamatok alapján a vegyület szerkezetének meghatározása
- Kapcsolt technikák esetén mennyiségi meghatározás
- Egyéb fizikai, kémiai és biológiai tulajdonságok vizsgálata